# Parzen-Tree Estimator
Tree-structured Parzen Estimator (kurz Parzen-Tree Estimator oder TPE) sind Schätzfunktionen, die unter anderem in der bayesschen Hyperparameteroptimierung verwendet werden, um eine Approximation {\displaystyle p(y|x)} einer eigentlichen gesuchten Zielfunktion {\displaystyle f:{\mathcal {X}}\to \mathbb {R} } zu konstruieren ({\displaystyle {\mathcal {X}}} ist der Konfigurationsraum, {\displaystyle x} eine Menge von Hyperparameter und {\displaystyle y=f(x)} ein Score der Zielfunktion).
Die Auswertung der eigentlichen Funktion {\displaystyle f} ist „kostspielig“ (z. B. die passende Anzahl an Layers für ein Deep Neural Network zu finden), deshalb möchte man mit Hilfe der {\displaystyle p(y|x)} die besten Hyperparameter {\displaystyle x} finden, welche später dann in {\displaystyle f} eingesetzt werden. Es wird angenommen, dass der Konfigurationsraum {\displaystyle {\mathcal {X}}} eine Baumstruktur besitzt (z. B. die Anzahl Neuronen auf Layer 4 wird erst bestimmt, wenn es überhaupt mindestens 4 Layers gibt). TPE konstruiert dann einen Baum von Kerndichteschätzern.
Die Wahrscheinlichkeitsdichte {\displaystyle p(y|x)} wird auch Surrogatmodell (oder surrogat probability model) genannt und wird nicht direkt modelliert, stattdessen wendet man den Satz von Bayes an
{\displaystyle p(y|x)={\frac {p(x|y)p(y)}{p(x)}}}
und modelliert {\displaystyle p(x|y)} und {\displaystyle p(y)}.
Die Funktion {\displaystyle p(x|y)} wird durch Einführung eines Schwellenwertes {\displaystyle y^{*}} in zwei Dichten aufgeteilt, so dass diese nicht mehr von {\displaystyle y} abhängen
{\displaystyle p(x|y)={\begin{cases}l(x)&{\text{ falls }}y<y^{*}\\g(x)&{\text{ falls }}y\geq y^{*}.\end{cases}}}
Der Schwellenwert {\displaystyle y^{*}} ist dabei ein {\displaystyle \alpha }-Quantil, das heißt {\displaystyle p(y\leq y^{*})=\alpha }. 
Die Dichten {\displaystyle l(x)} und {\displaystyle g(x)} werden dann mit Hilfe von Kerndichteschätzern konstruiert. Für {\displaystyle l(x)} werden die Observationen {\displaystyle \{x_{i}\}} mit {\displaystyle f(x_{i})<y^{*}} verwendet. Die restlichen Observationen, für die {\displaystyle f(x_{k})>y^{*}} gelten, werden zur Konstruktion von {\displaystyle g(x)} benötigt.